# Liu Sitong
Pour les articles homonymes, voir Liu.
Liu Sitong (en chinois : 刘思彤), née le 25 juillet 1994, est une skieuse alpine handisport chinoise concourant en LW12-2 pour les athlètes concourant assisses. Elle remporte une médaille de bronze aux Jeux de 2022.

## Carrière
Elle perd sa jambe gauche lors d'un accident de la route.
Pour ses premiers Jeux en 2018, elle termine 6e du slalom assis. Lors des Jeux paralympiques d'hiver de 2022, elle remporte une médaille de bronze en descente assis.

## Palmarès

### Jeux paralympiques
| Épreuve / Édition | Pyeongchang 2018 | Pékin 2022 |
| ----------------- | ---------------- | ---------- |
| Descente          | —                | Bronze     |
| Super-G           | —                | DNF        |
| Slalom géant      | 9e               | Argent     |
| Slalom            | 6e               | Bronze     |
| Super combiné     | —                | Bronze     |